# Ильинка (Дубовский район)
Ильинка — исчезнувший хутор в Дубовском районе Ростовской области. Располагался на правом берегу реки Сал между Дубовским и станицей Андреевской.

## История
Основан в 1791 году секунд-майором Ильёй Денисовкиным. В 1814 году освящена однопрестольная церковь Илии Пророка. С 1823 года — слобода. Являлась центром Ильинской волости Второго Донского округа Области войска Донского. С 1836 по 1884 годы в Ильинке располагалось правление Калмыцкого округа Области Войска Донского. В 1839 году основано приходское училище. В 1859 году в Ильинке проживало уже 635 душ мужского и 630 женского пола По переписи 1873 года в слободе Ильинке проживало около тысячи жителей. Ежегодно проводилось три ярмарки. В 1880 году открыт приют для калмыцких детей. Согласно данным первой Всероссийской переписи населения 1897 года в слободе Ильинской проживало 1129 душ мужского и 1101 женского пола.
Согласно Алфавитному списку населённых мест области войска Донского 1915 года издания в слободе Ильинке имелось 403 двора, в которых проживало 1695 душ мужского и 1678 душ женского пола. В слободе имелись церковь, почтово-телеграфное отделение, двухклассное церковно-приходское училище, работал маслозавод.
После революции слобода стала оплотом сопротивления белому движению. Здесь был образован первый в округе совет, первый ревком. В Ильинке в феврале 1918 года ревкомовцы отразили первый рейд на новую власть со стороны андреевских казаков. Из мятежной слободы по всей округе посылались отряды для помощи местным советам. В марте 1918 года ильинцы отправили ревкомовцев на Великокняжескую, в начале апреля — конный отряд из 35 сабель в Мокрый Гашун. В 1918 году слобода стала местом дислокации 1-го кавалерийского Крестьянского социалистического полка, затем — вновь созданной 1-й Донской советской социалистической кавалерийской бригады.
В результате Гражданской войны население слободы резко сократилось. Согласно Всесоюзной переписи населения 1926 года население слободы составило 1662 человека, из них 1537 великороссы.
Несмотря на поддержку новой власти в тридцатые годы слобода оказалась меж двух огней. С одной стороны, быстро росло село Дубовское — районный центр со всем набором социальных услуг. С другой, образовался хутор Весёлый, центральная усадьба колхоза «Новая Жизнь» («Ленинский Путь»). Ильинцы стали переезжать в эти населённые пункты и в города Котельниково, Ростов-на-Дону. В 1967 году хутор Ильинка был исключён из административных учётных данных.

## Население
| 1859 | 1873 | 1897 | 1915 | 1926 |
| ---- | ---- | ---- | ---- | ---- |
| 1265 | 924  | 2230 | 3373 | 1662 |